# Алчагиров, Али Магомедович
Али́ Магоме́дович Алчаги́ров (29 июня 1966, Нальчик, Кабардино-Балкарская АССР, РСФСР, СССР) — советский и российский футболист, играл на позициях защитника и полузащитника. Чемпион России 1995 года. Мастер спорта СССР (1989). В январе 2014 года Али вошёл в тренерский штаб нальчикского «Спартака» в качестве тренера-аналитика.
Воспитанник нальчикского футбола, Алчагиров начал свою профессиональную карьеру в 1982 году в клубе второй союзной лиги «Спартак» из Нальчика, где провёл большую часть карьеры. Известен своими выступлениями в высшей лиге страны за минское «Динамо» и владикавказскую «Аланию». Всего на высшем уровне Али провёл 175 встреч, в которых трижды поразил ворота соперников.

## Биография

### Клубная карьера
Али является воспитанником СДЮШОР «Эльбрус» города Нальчика. Профессиональную карьеру игрока начинал в 1982 году в местной команде второй союзной лиги «Спартак». В 1985—1986 служил в рядах советской армии на территории Прикарпатского военного округа, где числился в составе команды львовского высшего военно-политического училища. В 1987 году Алчагиров вернулся в родной «Спартак», где выступал до июля 1988 года после чего пополнил ряды московских одноклубников. Однако, так и не сыграв в основном составе москвичей ни одного матча (провёл 13 встреч в дублирующем составе клуба), перед началом следующего сезона перебрался в минское «Динамо». Всего в составе минчан Али провёл 22 матча, забив в ворота соперников один мяч.
Перед началом сезона 1991 года стал игроком «Спартака» из Владикавказа. Вместе с командой Али стал чемпионом страны в 1995 году, а также серебряным призёром первенства в 1992-м.
В 1996 году вернулся в нальчикский «Спартак», где на протяжении четырёх лет был капитаном команды. Али дважды признавался лучшим игроком нальчан в 1998 и 1999 годах, а также стал лучшим бомбардиром команды в сезоне 1998 года с девятью забитыми мячами в активе. После столь успешного выступления в Нальчике, Али вновь получил приглашение во Владикавказ, где на протяжении двух сезонов защищал цвета «Алании» (так стал называться «Спартак»). Принимал участие в матчах розыгрыша Кубка УЕФА 1993/94 против дортмундской «Боруссии» и польского клуба «Амика» в розыгрыше 2000/01 годов.
Завершил карьеру игрока Али в Нальчике, в 2002 году. Он считается одним из лучших футболистов за всю историю команды. В 2012 году наряду с другими ветеранами футбола республики Али был удостоен награды «За развитие футбола».

### Тренерская карьера
В январе 2006 года по предложению Юрия Красножана вошёл в тренерский штаб родной команды, став вторым тренером, но по окончании сезона покинул клуб. В тренерском штабе нальчикского «Спартака» Али считался знатным кулинаром, проводил много времени за плитой, что вызывало недовольство у главного тренера Юрия Красножана.
В конце января 2014 года, после назначения Хасанби Биджиева на пост главного тренера нальчикского «Спартака», Алчагиров был включён в тренерский штаб клуба из Кабардино-Балкарии в качестве тренера-аналитика.

## Вне футбола
Алчагиров женат. Жену зовут Татьяна. В семье Алчагировых двое детей: дочь Сабина (родилась в 23 августа 1994 года) и сын Марат (родился 8 августа 1990 года), который как и отец играет в футбол на позиции защитника. В 2009 и 2010 годах он выступал за нальчикский «Спартак» в молодёжном первенстве страны.

## Статистика выступлений

### Клубная
| Команда               | Сезон            | Чемпионат        | Чемпионат | Чемпионат | Кубок | Кубок | Еврокубки | Еврокубки | Итого | Итого |
| Команда               | Сезон            | Уров.            | Игры      | Голы      | Игры  | Голы  | Игры      | Голы      | Игры  | Голы  |
| --------------------- | ---------------- | ---------------- | --------- | --------- | ----- | ----- | --------- | --------- | ----- | ----- |
| Спартак (Нальчик)     | 1982             | III              | 3         | 0         | 0     | 0     | 0         | 0         | 3     | 0     |
| Спартак (Нальчик)     | 1983             | III              | 13        | 0         | 0     | 0     | 0         | 0         | 13    | 0     |
| Спартак (Нальчик)     | 1984             | III              | 20        | 1         | 2     | 0     | 0         | 0         | 22    | 1     |
| Спартак (Нальчик)     | Итого            | Итого            | 36        | 1         | 2     | 0     | 0         | 0         | 38    | 1     |
| ЛВВПУ (Львов)         | 1985             | ?                | 0         | 0         | 0     | 0     | 0         | 0         | 0     | 0     |
| ЛВВПУ (Львов)         | 1986             | ?                | 0         | 0         | 0     | 0     | 0         | 0         | 0     | 0     |
| ЛВВПУ (Львов)         | Итого            | Итого            | 0         | 0         | 0     | 0     | 0         | 0         | 0     | 0     |
| Спартак (Нальчик)     | 1987             | III              | 29        | 5         | 1     | 0     | 0         | 0         | 30    | 5     |
| Спартак (Нальчик)     | 1988             | III              | 15        | 1         | 1+2   | 0     | 0         | 0         | 16    | 1     |
| Спартак (Нальчик)     | Итого            | Итого            | 44        | 6         | 4     | 0     | 0         | 0         | 48*   | 6     |
| Спартак (Москва)      | 1988             | I                | 0         | 0         | 0     | 0     | 0         | 0         | 0     | 0     |
| Динамо (Минск)        | 1989             | I                | 14        | 1         | 1     | 0     | 0         | 0         | 15    | 1     |
| Динамо (Минск)        | 1990             | I                | 8         | 0         | 3     | 1     | 0         | 0         | 11    | 1     |
| Динамо (Минск)        | Итого            | Итого            | 22        | 1         | 4     | 1     | 0         | 0         | 26    | 2     |
| Спартак (Владикавказ) | 1991             | I                | 28        | 1         | 0     | 0     | 0         | 0         | 28    | 1     |
| Спартак (Владикавказ) | 1992             | I                | 22        | 1         | 0     | 0     | 0         | 0         | 22    | 1     |
| Спартак (Владикавказ) | 1993             | I                | 22        | 0         | 2     | 0     | 2         | 0         | 26    | 0     |
| Спартак (Владикавказ) | 1994             | I                | 24        | 0         | 1     | 0     | 0         | 0         | 25    | 0     |
| Спартак (Владикавказ) | 1995             | I                | 7         | 0         | 1     | 0     | 0         | 0         | 8     | 0     |
| Спартак (Владикавказ) | Итого            | Итого            | 103       | 2         | 4     | 0     | 2         | 0         | 109   | 2     |
| Спартак (Нальчик)     | 1996             | II               | 24        | 4         | 0     | 0     | 0         | 0         | 24    | 4     |
| Спартак (Нальчик)     | 1997             | II               | 19        | 4         | 0     | 0     | 0         | 0         | 19    | 4     |
| Спартак (Нальчик)     | 1998             | II               | 34        | 9         | 0     | 0     | 0         | 0         | 34    | 9     |
| Спартак (Нальчик)     | 1999             | II               | 40        | 7         | 3     | 1     | 0         | 0         | 43    | 8     |
| Спартак (Нальчик)     | Итого            | Итого            | 117       | 24        | 3     | 1     | 0         | 0         | 120   | 25    |
| Спартак-д (Нальчик)   | 1997             | IV               | 1         | 0         | 0     | 0     | 0         | 0         | 1     | 0     |
| Алания (Владикавказ)  | 2000             | I                | 28        | 0         | 1     | 0     | 1         | 0         | 30    | 0     |
| Алания (Владикавказ)  | 2001             | I                | 22        | 0         | 1     | 0     | 0         | 0         | 23    | 0     |
| Алания (Владикавказ)  | Итого            | Итого            | 50        | 0         | 2     | 0     | 1         | 0         | 52    | 0     |
| Спартак (Нальчик)     | 2002             | II               | 25        | 1         | 0     | 0     | 0         | 0         | 25    | 1     |
| Всего за карьеру      | Всего за карьеру | Всего за карьеру | 398       | 35        | 19    | 2     | 3         | 0         | 420   | 37    |

Источники:
- Статистика выступлений взята из книги: Морозов И. А. История Кабардино-Балкарского футбола. Часть V (1981—1991). — 2-е изд. — Астрахань, 2014. — 457 с.
- Статистика выступлений взята со спортивного медиа-портала Sportbox.ru Архивная копия от 8 декабря 2014 на Wayback Machine

## Достижения и награды

### Командные
«Спартак» (Владикавказ)
- Чемпион России: 1995.
- Серебряный призёр чемпионата России: 1992.

### Личные
- Лучший бомбардир ФК «Спартак» (Нальчик): 1998.
- Награждён медалью «За развитие футбола»[7].